# Athénée royal de Namur
L’Athénée royal de Namur, anciennement Athénée royal François Bovesse avant la fusion avec le Lycée, est le nom d’un établissement d’enseignement secondaire supérieur public de la Communauté française de Belgique, organisé par Wallonie-Bruxelles Enseignement. Il se situe au cœur du vieux Namur.
Les lieux accueillent également l’École Supérieure des Affaires (ESA) qui dispense des cours du soir de promotion sociale pour un public adulte.

## Histoire
Les origines de cette école officielle de l'État (aujourd'hui Communauté française de Belgique) remontent au milieu du XVIe siècle. En voici les principales étapes.

### Avant 1850
- 1545 : le magistrat urbain fonde une école latine dite École du Faucon.
- 1610 : l’école est reprise par des pères jésuites qui en font un collège d’Humanités (Études secondaires).
- 1611-1645 : construction d’un remarquable ensemble de bâtiments comprenant le collège proprement dit, la résidence de la communauté jésuite et l’église Saint-Ignace (devenue paroissiale en 1777, sous le vocable de Saint-Loup). Ce complexe architectural est classé comme monument le 15 janvier 1936.
- 1773 : un bref du pape Clément XIV dissout la Compagnie de Jésus partout dans le monde. Les jésuites quittent le collège qui devient une institution thérèsienne (la Schola regia du portail) dépendant du gouvernement qui opère par le biais de son Département scholastique (1777), puis de sa Commission royale des Études (1785). À partir du mois de septembre 1786, l’enseignement y est assuré par des chanoines augustins venus de la communauté d’Oignies.
- 1798 : le collège fait place à l’École centrale du département de Sambre-et-Meuse, conformément à la loi organique du 3 brumaire an IV (25 octobre 1795).
- 1803 : une École moyenne remplace l’École centrale en raison d’une nouvelle organisation de l’enseignement public décidée le 11 floréal an X (1er mai 1802). D’abord confiée à l’autorité locale, son administration relève à partir de 1808 d’une structure fortement hiérarchisée : l’Université impériale.
- 1814 : l’administration de l’établissement est à nouveau assurée par l’autorité locale.
- 1817 : le gouvernement du roi des Pays-Bas, Guillaume Ier, lui donne le nom d’Athénée et le place sous son contrôle direct à partir de 1825.
- 1830 : l’école redevient pour vingt ans un établissement communal.

### Depuis 1850
- 1850 : la loi organique du 1er juin crée un réseau d’enseignement secondaire de l’État en Belgique[1], constitué de 10 Athénées royaux, dont celui de Namur, et de 50 Écoles moyennes, dont une également à Namur. Via un « bureau administratif », le pouvoir communal continue, au moins jusqu’à la Première Guerre mondiale, à s’intéresser de près à la gestion de l’école (nomination de professeurs, salaires, programmes, discipline, participation aux activités extérieures, …).

- 1959 : l’Athénée royal absorbe les sections moyenne et commerciale de l’École moyenne de l’État pour Garçons dont le reliquat forme les bases d’une École technique, aujourd’hui dénommée Institut technique de la Communauté française Henri Maus.

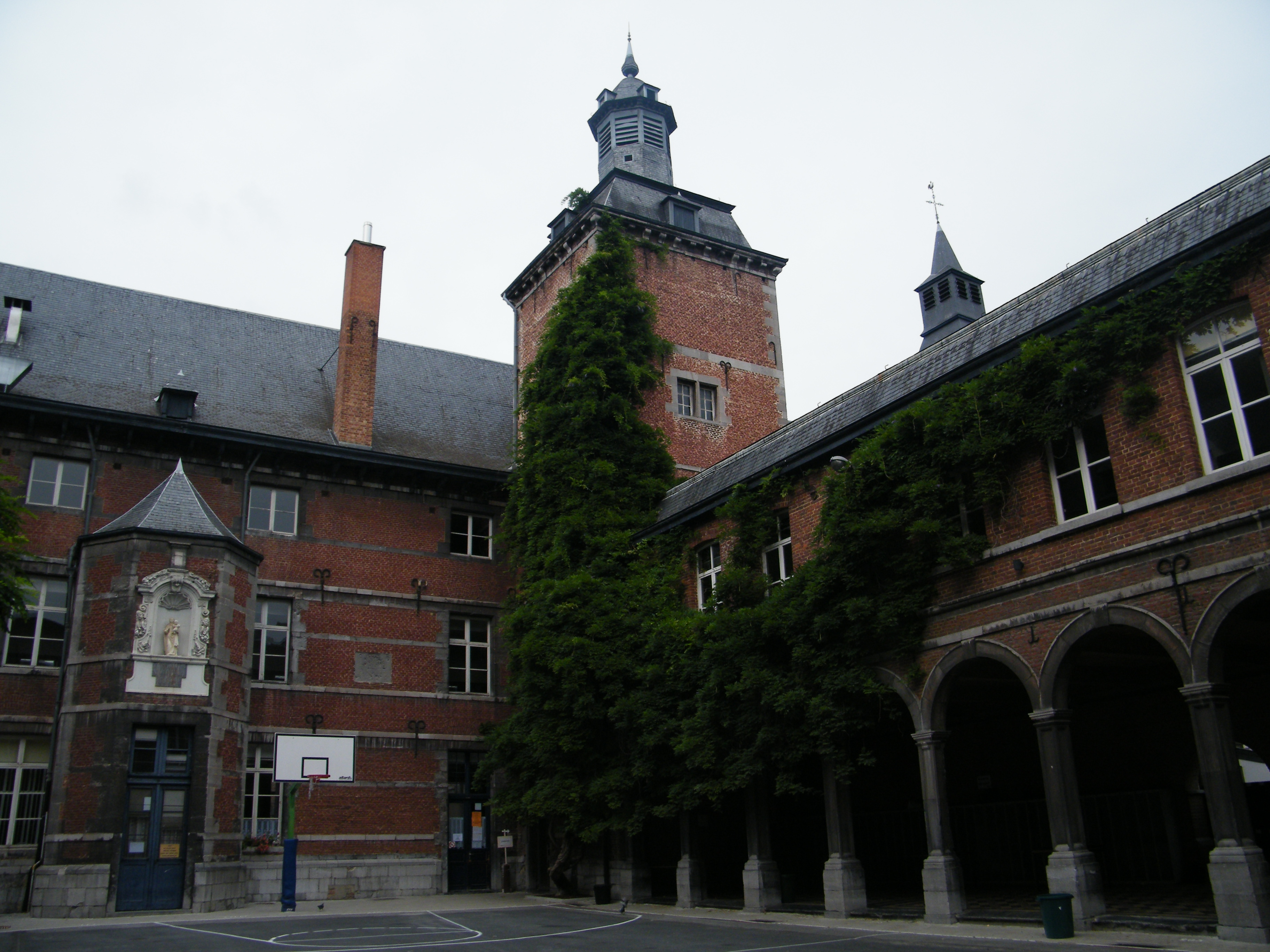
Athénée Royal et École du 4e degré, ancien collège des Jésuites

- 1980 : l’établissement prend le nom d’Athénée royal François Bovesse, en hommage à l’un de ses plus célèbres anciens élèves, assassiné par les rexistes le 1er février 1944.

- 1981 : le Lycée royal Blanche de Namur, école d'enseignement secondaire général pour les filles, et l’Athénée fusionnent. Deux mois seulement après cette restructuration, un arrêté royal crée, par scission, deux nouveaux établissements : d’un côté le Lycée autonome de l’État, comprenant des sections maternelle et primaire, ainsi que le premier degré de l’enseignement moyen ; d’un autre côté l’Athénée proprement dit, chargé des quatre dernières années du cycle des études secondaires.

- 2012 : l'Athénée "François Bovesse" et le Lycée fusionnent au 1er septembre, pour donner l'Athénée royal de Namur[2], qui comprend les sections maternelles, primaires, et les six années du secondaire.

## Alumni

### Avant 1850
- Borgnet, Adolphe, historien et professeur d'histoire à l'Université de Liège.
- Borgnet, Jules, archiviste et historien.
- Colbeau, Jules, naturaliste.
- Demanet, Armand, officier du génie, membre de l'Académie royale de Belgique.
- Lelièvre, Xavier, avocat, député et bourgmestre de Namur.
- Roffiaen, François, artiste-peintre.
- Rops, Félicien, aquafortiste.
- Wasseige, Armand, avocat, ministre catholique.

### Depuis 1850
- Boisacq, Émile (1883), linguiste, professeur à l'Université libre de Bruxelles.
- Bovesse, François (1909), homme politique libéral et militant wallon.
- Brouwers, Albert (1922), professeur à l'Athénée royal de Namur et à l'Université libre de Bruxelles.
- Chalon, Jean (1864), botaniste, folkloriste et vulgarisateur scientifique.
- Close, Jean-Louis (1965), homme politique socialiste.
- Dandoy, Jeanne (1992), comédienne.
- Hainaut, Florence (1999), journaliste de la RTBF.
- Hancisse, Thierry (1980), sociétaire de la Comédie-Française.
- Honincks, Georges (nl) (1897), avocat et homme politique libéral.
- Janssens, François (1963), syndicaliste et militant wallon.
- Léanne, Frédéric (1891), architecte.
- Liégois, Raphaël (2005), ingénieur et astronaute.
- Mahoux, Philippe (1962), homme politique socialiste.
- Mathen, Denis (1983), gouverneur de la province de Namur.
- Scaron, Ernest (1855), romancier.
- Thiam, Nafissatou (2012), athlète et médaillée olympique.
- Vanlair, Constant (1852), professeur à la faculté de médecine de l'Université de Liège et membre de l'Académie royale de Belgique.